# 彭昆
彭昆（德語：Penkun，發音：[pɛŋˈkuːn] ⓘ）是德国梅克伦堡-前波美拉尼亚州前波美拉尼亚-格赖夫斯瓦尔德县的城市，面积78.88平方千米，2023年12月31日人口为1,756人。